# Río Zun-Murín
El Zun-Murín (en ruso: Зун-Мурэн - en buriato: зуун мурэн, Zun Muren, "gran río oriental") es un río de Rusia que discurre por la república de Buriatia, en Siberia oriental. Es un afluente del río Irkut por la orilla derecha, por lo que es un subafluente del Yeniséi por el Irkut y el río Angará.

## Geografía
La cuenca hidrográfica del Zun-Murín tiene una superficie de 4.160 km² y un caudal medio en su desembocadura de 49,1 m³/s. 
El Zun-Murín nace en el sudoeste de Buriatia, en los montes Sayanes orientales, más precisamente en los montes Jamar-Dabán, vecinos del territorio mongol. El río es de hecho un imponente torrente de montaña que atraviesa los impresionantes paisajes protegidos en el seno del zapovédnik Tunkinski. En el seno de estas montañas, el curso del río fluye globalmente desde el sudoeste al nordeste.
En su curso inferior, el Zun-Murín penetra por el sur en la depresión de Tunka, que separa los montes Sayanes al norte de los montes Jamar-Dabán al sur. Poco después desemboca en el río Irkut por la orilla derecha, 10 km por encima de la localidad de Tory.
El Zun-Murín permanece habitualmente helado desde la segunda quincena de octubre o la primera de noviembre hasta el fin del mes de abril o principio del de mayo.

## Hidrometría - Caudal mensual en Ulús Zun-Murín
El Zun-Murín es un río abundante y bien alimentado. Su caudal ha sido observado durante 40 años (1951-1990) en Ulús Zun-Marín, pequeña localidad situada a 7 km de su confluencia con el río Irkut y a 704 m de altura.
El caudal anual medio observado en Ulús Zun-Murín fue de 49,1 m³/s para una superficie de drenaje de 4.160 km², lo que supone la totalidad de la cuenca hidrográfica. La lámina de agua vertida en esta superficie alcanza los 373 mm por año, que debe ser considerada como elevada.
El río está alimentado ante todo por las precipitaciones abundantes de verano y otoño. Su régimen es pluvial.
Las crecidas se desarrollan de primavera a fin del verano, del mes de mayo al mes de septiembre con un pico en julio-agosto, que corresponde a las lluvias estivales asociadas a la fusión de los glaciares de su cuenca. En el mes de octubre y luego en el de noviembre, el caudal baja rápidamente, lo que constituye el inicio del periodo de estiaje, que tiene lugar de noviembre a abril y corresponde al intenso invierno siberiano.
El caudal medio mensual observado en marzo (mínimo de estiaje) es de 1,61 m³/s, lo que supone solamente un 1% del caudal medio del mes de junio (141 m³/s), lo que subraya la amplitud extremadamente elevada de las variaciones estacionales. Y estas diferencias pueden ser aún más marcadas a lo largo de los años: en los 40 años del estudio, el caudal mensual mínimo fue de 0,17 m³/s en febrero de 1977, mientras que el caudal mensual máximo se elevó a 295 m³/s en julio de 1971.
En lo que concierne al periodo libre de hielos (de junio a septiembre incluido), el caudal mínimo observado ha sido de 34,6 m³/s en septiembre de 1953.
Caudales medios mensuales del Zun-Murín (en m³/s) medidos en la estación hidrométrica de Ulús Zun-Murín
Datos calculados en 40 años